# Traumtänzer
Traumtänzer, das siebte Studioalbum der deutschen Mittelalter-Rock-Band Schandmaul. Es erschien am 28. Januar 2011 als CD, Doppel-Vinyl und als Extended Edition (enthält die CD und eine Making-of-DVD).

## Cover
Das Cover zeigt die Band mit ihren Instrumenten im Gegenlicht auf einem Feld stehend, wodurch nur die Umrisse der Personen zu sehen sind.

## Inhalt
Das Album ist verglichen mit anderen Schandmaulalben ein sehr abwechslungsreiches und experimentierfreudiges. Musikalisch betrachtet ist es sehr vielseitig, so kommen weniger für Schandmaul typische Lieder zum Einsatz, sondern es werden verschiedene Musikrichtungen mit Folk-Rock kombiniert. So ist das Lied Assassine ähnlich wie die älteren Lieder Tyrann und Sichelmond orientalisch angelegt und erzählt die Geschichte eines arabischen Assassinen, der seine Geliebte töten soll.
Auf hoher See ähnelt dem Seemannsgrab von der Narrenkönig-CD, da beide (instrumental und inhaltlich) typische Seemannselemente aufweisen.
Neu ist die Verwendung einer Polka, so zeigt das Lied Pakt ganz neue Klänge. Inhaltlich erzählt das Lied von einem Verliebten, der seine Seele an den Teufel verkauft (ähnlich wie der Spielmann von Wahre Helden), um seine Liebste für sich zu gewinnen. Doch sobald der Pakt geschlossen ist, kann er selbst die Liebe zu ihr nicht mehr empfinden.
Am typischsten ist wohl der Schwur, der mit gewohnten Sackpfeifenklängen und rhythmischer E-Gitarre an die alten Schandmaulstücke erinnert.
Es sind ungewöhnlich viele ruhige und größtenteils akustische Lieder zu finden, wie Die Rosen oder Mein Lied. Auch wird häufig Gebrauch von epischen Refrains gemacht, manchmal begleitet von einem Orchester.
Traumtänzer ist das erste Album ohne ein instrumentales Lied.
Ein immer wiederkehrendes Element ist der Traum, der in mehreren Liedern eine zentrale Rolle spielt. Auch wird häufig Bezug auf Magie und Alchemie genommen (Hexeneinmaleins und Der Alchemist).
Eine Besonderheit ist das Lied Geas Traum, da es einen Ausschnitt aus dem im Februar 2011 veröffentlichten Buch Infinity – Der Turm von Wolfgang Hohlbein erzählt. Schandmaulsänger Thomas Lindner ist schon seit seiner Kindheit Fan von Hohlbeins Werken und vertonte bereits einige im Schandmaul-Nebenprojekt Weto. Bei der Anfrage der Band auf eine Zusammenarbeit mit Hohlbein stellte sich heraus, dass dieser ein Sympathisant der Mittelalter-/Folkmusik und speziell auch von Schandmaul ist.
Zu dem Lied drehte Schandmaul auch ihr erstes offizielles Video, das am 24. Dezember auf ihrer Website erstmals veröffentlicht wurde.

## Besonderheiten
Das Album entstand in einer eineinhalbjährigen Phase, in der die Band keine Konzerte spielte, so dass sich die Mitglieder intensiver um ihr Familienleben und den Traumtänzer kümmern konnten.
Die ersten 111 Vorbesteller des Albums und einer Konzertkarte erhielten ihr Album handsigniert. In der Extended Version ist ein 115-minütiger Film enthalten, der von dem Bassisten Matthias Richter gedreht wurde.
Anlässlich der Veröffentlichung veranstaltete die Band mehrere Releasepartys in ganz Deutschland, bei denen man die Möglichkeit hatte, sich Autogramme und Fotos von den Bandmitgliedern zu holen und sich mit ihnen zu unterhalten.

## Chartplatzierungen
In Deutschland erreichte Traumtänzer Rang vier der Albumcharts sowie Rang drei der Independentcharts. In Österreich erreichte das Album mit Rang zehn seine höchste Chartnotierung, in der Schweiz mit Rang 36.

## Trackliste
- 1. Traumtänzer
- 2. Der Alchemist
- 3. Auf hoher See
- 4. Hexeneinmaleins
- 5. Bis zum Morgengrauen
- 6. Die Rosen
- 7. Schwur
- 8. Pakt
- 9. Der Anker
- 10. Geas Traum
- 11. Assassine
- 12. Halt mich
- 13. Des Dichters Segen
- 14. Mein Lied

## Termine der Traumtänzer-Tour 2011
Auftakt der Tour war am 3. März 2011 in der Schweiz. Weitere Stationen waren in Österreich und Deutschland.
- 03.03.2011 CH-Bern, Bierhübeli
- 04.03.2011 CH-Zürich, Volkshaus
- 05.03.2011 A-Linz, Posthof
- 06.03.2011 A-Graz, Orpheum
- 10.03.2011 Bremen, Pier 2
- 11.03.2011 Berlin, C-Halle
- 12.03.2011 Dresden, Alter Schlachthof
- 16.03.2011 Mannheim, Maimarktclub
- 17.03.2011 Bielefeld, Ringlokschuppen
- 18.03.2011 Saarbrücken, Garage
- 19.03.2011 Köln, Palladium
- 20.03.2011 Stuttgart, Theaterhaus
- 02.04.2011 München, Zenith
- 05.08.2011 Fulda, Schlosshof

## Termine der Traumtänzer-Tour 2011 Teil 2
- 12.01.2012 Pratteln CH – Z7
- 13.01.2012 Karlsruhe – Festhalle
- 14.01.2012 Tuttlingen – Stadthalle
- 15.01.2012 Mainz – Phönixhalle
- 20.01.2012 Leipzig – Haus Auensee
- 21.01.2012 Wilhelmshaven – Stadthalle
- 22.01.2012 Kiel – Halle 400
- 25.01.2012 Magdeburg – Theater
- 26.01.2012 Hannover – Capitol
- 27.01.2012 Rostock – Mau Club
- 28.01.2012 Bochum – Ruhrcongresscentrum
- 29.01.2012 Nürnberg – Löwensaal
- 16.02.2012 Aschaffenburg – Stadthalle
- 17.02.2012 Hamburg – Docks
- 18.02.2012 Erfurt – Stadtgarten
- 22.02.2012 Siegen – Siegerlandhalle
- 23.02.2012 Siegburg – Rhein Sieg Halle
- 24.02.2012 Münster -Jovel
- 25.02.2012 Solothurn CH – Kofmehl